# Polens Billie Jean King Cup-lag
Polens Billie Jean King Cup-lag representerar Polen i tennisturneringen Billie Jean King Cup, och kontrolleras av Polens tennisförbund.

## Historik
Polen deltog första gången 1966. Laget har som bäst spelat kvartsfinal, vilket man gjorde 1992.